# Johannes Thomas
Johannes Thomas (ur. 11 września 1949 w Dreźnie) – niemiecki wioślarz reprezentujący NRD, srebrny medalista olimpijski.

## Kariera
Wystąpił na igrzyskach olimpijskich w Montrealu w 1976, gdzie osada NRD w składzie: Andreas Schulz, Rüdiger Kunze, Walter Dießner, Ullrich Dießner i Johannes Thomas (sternik) zdobyła srebrny medal w czwórkach ze sternikiem. W finale o 2,48 sekundy przegrali z osadą ZSRR, a o 4,26 sekundy wyprzedzili osadę RFN. Był to jego jedyny start olimpijski.
W 1976 odznaczony Orderem Zasługi dla Ojczyzny.
Studiował gastronomię i hotelarstwo, następnie pracował w przedsiębiorstwie Mitropa.